# Castillo de Melfi
El castillo de Melfi en Basilicata es un monumento propiedad del estado italiano y uno de los castillos medievales más importantes del sur de Italia. Su construcción, como mínimo los elementos aún visibles, se remonta a la época normanda y ha experimentado cambios significativos en el tiempo, especialmente en tiempos angevinos y aragoneses.

## Historia

### Periodo normando

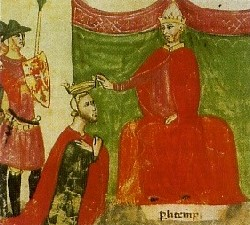
El papa Nicolás II, durante el primer concilio de Melfi, nombrando a Roberto Guiscardo duque de Apulia y Calabria. El hecho tiene lugar en la Torre de Melfi, en la base del castillo de Melfi.

El origen del castillo de Melfi data del siglo XI por los normandos, construido en un lugar estratégico que sirve como puerta de enlace entre Campania y Apulia. Su ubicación es esencial para defenderse de los ataques externos y de refugio para los aliados. La estructura era un lugar de "históricos" acontecimientos durante el período normando.
En Melfi, sede del Condado de Apulia, había cinco concilios ecuménicos, organizado por cinco Papas diferentes entre 1059 y 1137. En el verano de 1059, el papa Nicolás II vivió en la fortaleza, y fue el centro de los acontecimientos importantes: en junio se concluyó el Tratado de Melfi, entonces, del 3 de agosto al 25 de agosto se celebró el primer Concilio de Melfi, y, finalmente, se reconoció las tierras conquistadas por los normandos con el Concordato de Melfi. El Papa nombró a Roberto Guiscardo duque de Apulia y Calabria. La ciudad de Melfi pasó por un período brillante de la historia: en aquella ocasión fue ascendido a la capital del ducado de Apulia y Calabria. Roberto Guiscardo, al casarse con Sikelgaita de Salerno, envió allí en exilio a su primera esposa, Alberada de Buonalbergo.
En el castillo se organizaron otros sínodos: el papa Alejandro II a partir de agosto de 1067 presidió el Concilio de Melfi II, recibió el príncipe lombardo de Salerno, Gisulf II, y sus hermanos Roberto Guiscardo y Roger I de Sicilia. Durante el Concilio de Melfi III, en 1089, el papa Urbano II convocó la Primera Cruzada, entonces Pascual II en 1101 convocó el Concilio de Melfi IV y finalmente Inocencio II en 1137 celebró el Concilio de Melfi V, el último de la serie. Hubo también un Concilio de Melfi en 1130 que no es reconocida por la Iglesia, porque, organizado por el antipapa Anacleto II, estableció el Reino de Sicilia.

### Período suebo
Con la llegada de los suevos, Federico II dio gran importancia al castillo de Melfi, e hizo algunas modificaciones. En 1231, la casa fue el sitio de la promulgación de las Constituciones de Melfi, un código de leyes del Reino de Sicilia, a la que Federico II tomó parte personalmente en la redacción junto con otros como su notario Pier della Vigna y el filósofo y matemático Miguel Escoto. La estructura era también un depósito de los impuestos recaudados en Basilicata y cárcel, donde se encontraron presos como el sarraceno Othman Lucera, que más tarde fue liberado tras el pago de 50 onzas de oro. En 1232, Federico II organizó en el castillo el casamiento del marqués de Monferrato y su sobrina Bianca Lancia, que se convirtió en su esposa y con quien tuvo a un hijo llamado Manfredo. En 1241, el rey suevo encarceló en el edificio a dos cardenales y varios obispos franceses y alemanes, que deberían haber sido parte de un concilio papal para su despido.

### El periodo angevino y períodos posteriores
Con la decadencia de Suabia y la llegada de nuevos gobernantes angevinos, el castillo de Melfi fue restaurado y expansionado masivamente, además de ser elegido por Carlos II de Anjou residencia oficial de su esposa, María de Hungría, en 1284. Todavía estaba sujeto a los cambios en el siglo XVI bajo el gobierno de Aragón y pasó a ser propiedad de los Acciaiuoli primero, después de los Marzano, Caracciolo y, finalmente, los Doria, a la que perteneció hasta 1950. El castillo tuvo que someterse a dos violentos terremotos en 1851 y 1930, pero, a diferencia de los otros monumentos de Melfi que fueron dañados severamente, el castillo salió casi ileso. Hoy en día, el edificio alberga el Museo Nacional de Melfese, inaugurado en 1976.

## Estructura
El castillo de Melfi, al haber sido testigo de varias fases de construcción con el tiempo, tiene una forma de arquitectura multi-estilo, aunque todavía se ve puramente medieval. Se compone de diez torres de la cual siete son rectangulares y tres pentagonales:
- Torre de Entrada
- Torre de la Bandera o del Ciprés
- Torre de la Secretaría o de la Terraza
- Torre del Baluarte del León
- Torre del Emperador o de los Siete Vientos
- Torre sin nombre, sólo quedan las ruinas
- Torre Noroeste o Torrita Parvula
- Torre de la Cárcel o de Marcangione
- Torre de la Iglesia
- Torre del Reloj

El castillo de Melfi tiene cuatro entradas, de las cuales sólo una es aún utilizable. La primera, situada en el noreste, cerca de la Torrita Parvula, estaba conectada directamente con el país y ahora está tapiada, y la segunda, también amurallada y situada cerca de la Torre de la Iglesia, se abre al patio, y la tercera, al suroeste, cerca del Baluarte del León, era la entrada principal durante la época angevina y permitía llegar a la fosa y la ciudad. La cuarta, la única activa, fue inaugurada por la familia Doria y sirve de acceso al país a través de un puente, un puente levadizo en la antigüedad. El interior, aunque transformado por los Doria, entre los siglos XVI y XVIII en un palacio señorial, todavía conserva algunas de las características estructurales de norman-suabo estilo.
Después de cruzar el puente se puede ver una puerta que contiene una inscripción del siglo XVIII que honra los hechos de Carlos V y Andrea Doria. Después de entrar en el patio, es posible acceder a las caballerizas y los patios de los "corrales" y "la Mortorio", todos obras angevinas creadas entre 1278 y 1281 por orden de Carlos II de Anjou. Siempre del estilo angevino son el "Salón del Trono" (que alberga el museo), construido en el lado norte, por debajo del "Salón de la Armigeri". Vale la pena mencionar también el "Salón de la taza", donde fueron proclamadas las Constituciones de Melfi.

## Galería fotográfica

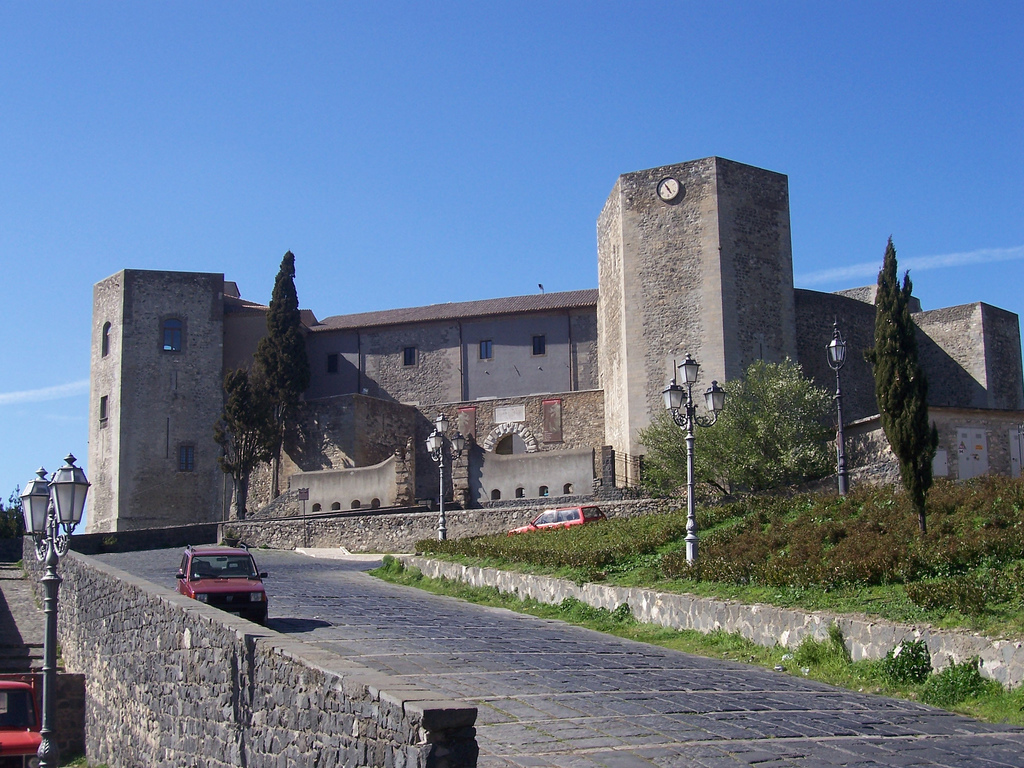
Castillo de Melfi
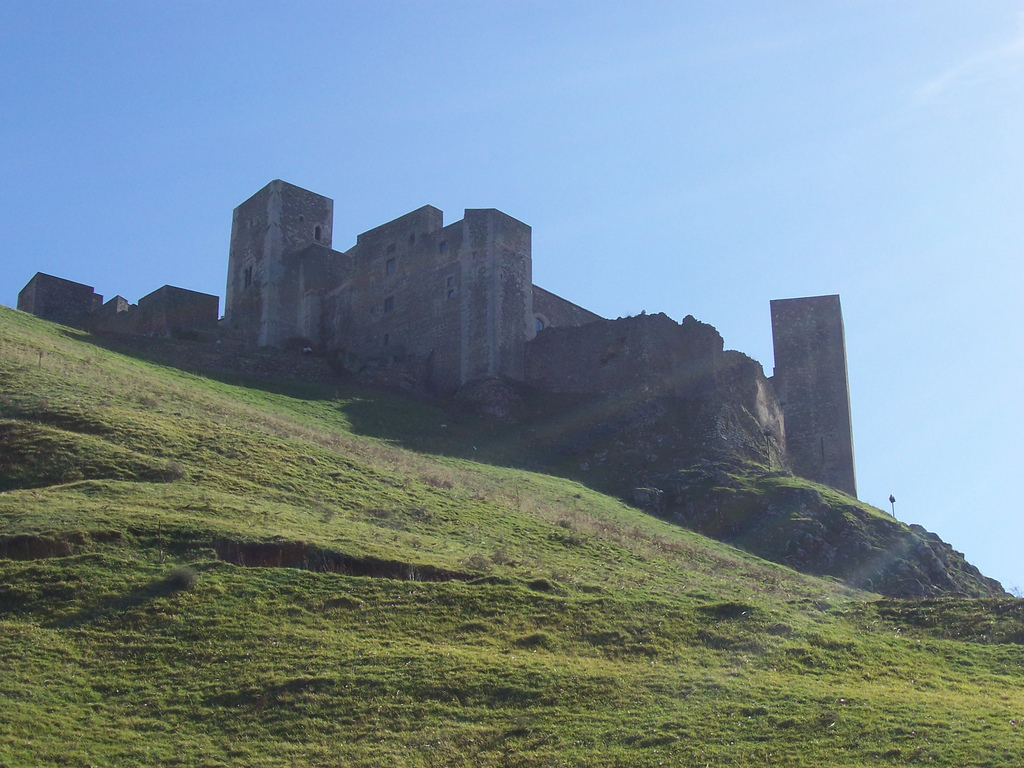
Castillo de Melfi
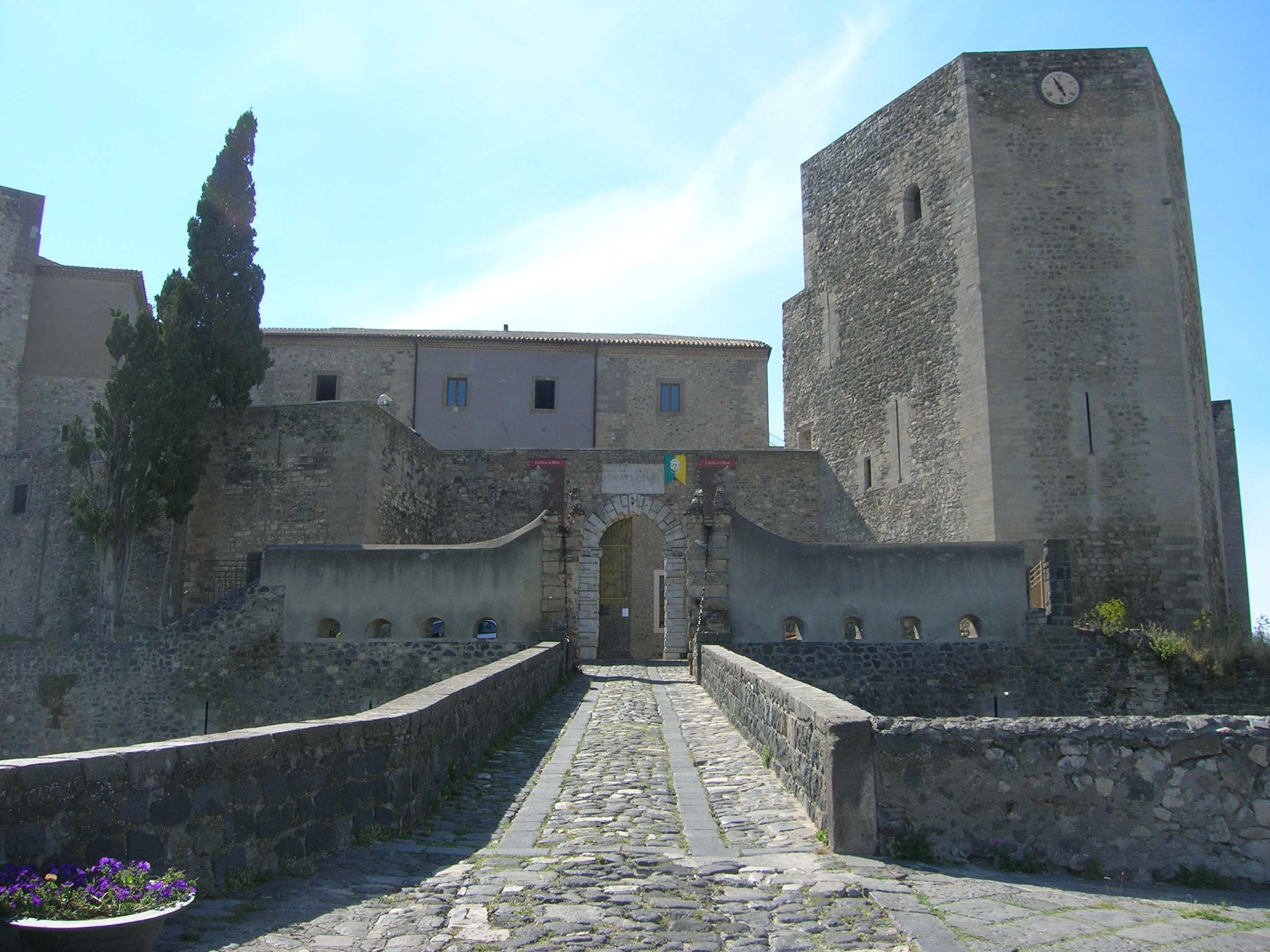
Castillo de Melfi
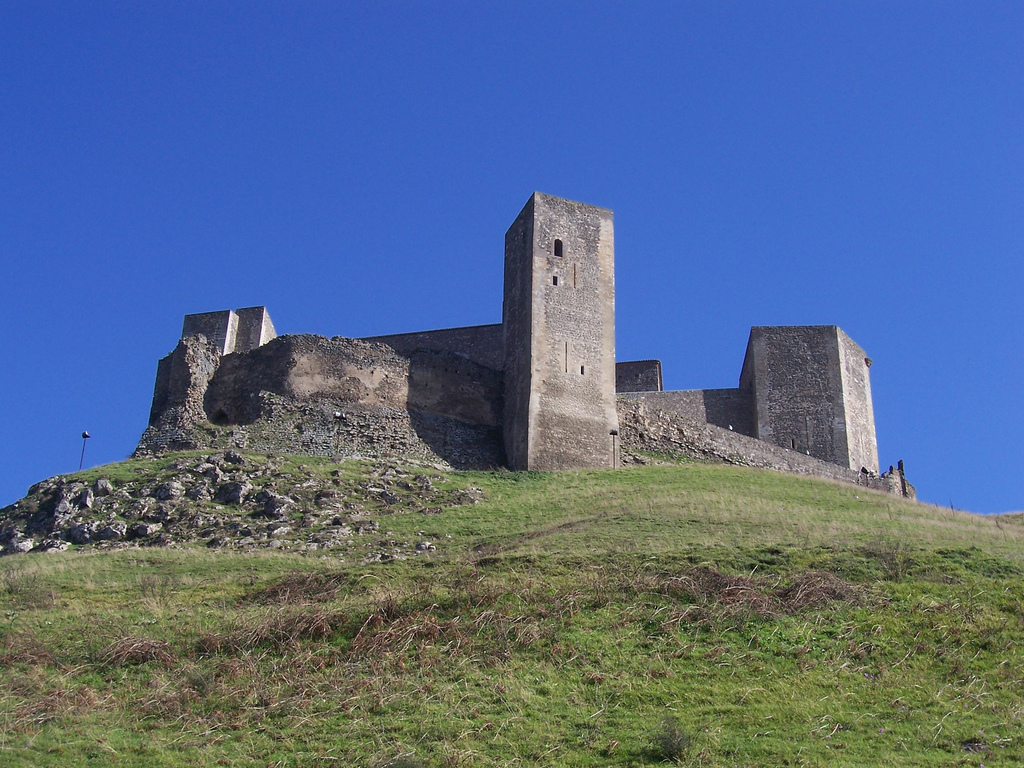
Castillo de Melfi